# 마쓰모토촌 (나가노현)
마쓰모토촌(일본어: 松本村)은 일본 나가노현 히가시치쿠마군에 설치되었던 촌이다. 1925년 2월 1일, 마쓰모토시에 편입되었다.